# Disetronic Medical Systems
Disetronic Medical Systems Inc was een farmaceutische firma die in 1984 werd opgericht en gevestigd was te Burgdorf. Het was voornamelijk gespecialiseerd in infuussystemen en toebehoren waaronder insulinepompen.

## Geschiedenis
Disetronic werd opgericht door de broers Willy en Peter Michel. In 2003 werd de firma opgesplitst in een gedeelte rond infuussystemen wat overgenomen werd door de holding Roche AG (Roche Insulin Delivery Systems Inc.) en een gedeelte rond injectiesystemen dat verderging onder de naam Ypsomed (Ypsomad Injection Systems).